# ويليام قسطنطين كالبرتسون
ويليام قسطنطين كالبرتسون هو سياسي أمريكي، ولد في 25 نوفمبر 1825 في Edinboro, Pennsylvania ‏ في الولايات المتحدة، وتوفي في 24 مايو 1906. نشط حزبياً في الحزب الجمهوري. وقد انتخب عضو مجلس النواب الأمريكي ‏.